# Warrington (district)
Warrington is een stad, een district en een unitary authority in de Engelse regio North West England, in het  ceremoniële graafschap Cheshire en telt 209.704 inwoners. De oppervlakte bedraagt 181 km².

## Demografie
Van de bevolking is 14,2 % ouder dan 65 jaar. De werkloosheid bedraagt 2,9 % van de beroepsbevolking (cijfers volkstelling 2001).
Het aantal inwoners steeg van ongeveer 184.700 in 1991 naar 191.080 in 2001.

## Plaatsen in district Warrington
- Bewsey
- Latchford
- Thelwall
- Warrington
- Westy

## Civil parishesin district Warrington
Appleton Thorn, Birchwood, Burtonwood and Westbrook, Croft, Cuerdley, Culcheth and Glazebury, Grappenhall and Thelwall, Great Sankey, Hatton, Lymm, Penketh, Poulton-with-Fearnhead, Rixton-with-Glazebrook, Stockton Heath, Stretton, Walton, Winwick, Woolston.
Bath and North East Somerset* · Bedfordshire · Berkshire · Blackburn & Darwen* · Blackpool* · Bournemouth* · Brighton & Hove* · Bristol* · Buckinghamshire · Cambridgeshire · Cheshire · Cornwall · Cumbria · Darlington* · Derby* · Derbyshire · Devon · Dorset · Durham · East Riding of Yorkshire* · East Sussex · Essex · Gloucestershire · Greater London · Greater Manchester · Halton* · Hampshire · Hartlepool* · Herefordshire* · Hertfordshire · Hull* · Isle of Wight* · Kent · Lancashire · Leicester* · Leicestershire · Lincolnshire · Luton* · Medway* · Merseyside · Middlesbrough* · Milton Keynes* · Norfolk · Northamptonshire · Northumberland · North East Lincolnshire* · North Lincolnshire * · North Somerset* · North Yorkshire · Nottingham* · Nottinghamshire · Oxfordshire · Peterborough* · Plymouth* · Poole* · Portsmouth* · Redcar & Cleveland* · Rutland* · Shropshire · Somerset · Southend-on-Sea* · Southampton* · South Gloucestershire* · South Yorkshire · Staffordshire · Stockton-on-Tees* · Stoke-on-Trent* · Suffolk · Surrey · Swindon* · Telford & Wrekin* · Thurrock* · Torbay* · Tyne & Wear · Warrington* · Warwickshire · West Midlands · West Sussex · West Yorkshire · Wiltshire · Worcestershire · York* 
Overig: Ceremoniële graafschappen · Traditionele graafschappen